# Ellen Taaffe Zwilich
Ellen Taaffe Zwilich   (Miami, 30 d'abril de 1939) és una compositora i violinista estatunidenca. Coneguda per ser la primera dona a guanyar el premi Pulitzer de música (1983) per la seva Simfonia núm. 1. La seva obra és àmpliament coneguda per ser interpretada, enregistrada i emesa per tot el món, a més de tenir un estil compositiu fàcilment reconeixible.

## Biografia
Zwilich va estudiar a la Universitat estatal de Florida amb John Boda i seguidament va continuar els seus estudis a Nova York com a violinista. Anys més tard va seguir la seva educació a la universitat “Juilliard” amb Roger Sessions i Elliott Carter com a principals professors en l'especialitat de composició. A l’acabar els seus estudis va obtenir el doctorat en arts musicals convertint-se també, en la primera dona a obtenir aquest títol.
El seu treball no va trigar a ser reconegut per grans mestres, ja que cap a l’any 1973 el mateix Pierre Boulez va dirigir la seva obra “Symposium for Orchestra”. També la seva obra “String Quartet 1964” es va interpretar a l'ISCM “World music days” de Boston i la seva obra “Celebració per a Orquestra” va ser encarregada per l'orquestra simfònica d'Indianapolis per inaugurar el seu nou auditori “The Theatre Circle”. Altres obres conegudes sobre l’autora són: “Sonata of three movements” (1973/1974) interpretada pel seu marit Joseph Zwilich i “Passages”. Una de les seves obres més conegudes és la seva Simfonia núm. 1 (Tres moviments per a orquestra) va ser estrenada per "l'American Composers Orchestra” el 1982, dirigida per Gunther Schuller. Amb aquesta va guanyar el Premi Pulitzer de 1983, després del qual la seva popularitat i els seus ingressos per comissions li van assegurar poder dedicar-se a compondre a temps complet.
Ha estat reconeguda per grans fundacions, com per exemple la fundació de música de Martha Baird Rockefeller, “The national Endowemen” de les Arts i la fundació Norlin. A més de ser una compositora ben reconeguda, ha guanyat nombrosos premis per la seva feina, alguns d’aquests són: medalla d’or en la competició internacional anual G.B. Viotti, a Vircelli, Itàlia. El premi de música de cambra d'Elisabeth Coolidge i el premi de la citació d'Ernst von Dohnayi. La seva música s'ha sentit en grans festivals de música així com abans hem parlat del festival “World music days”, també podem incloure esdeveniments com el festival musical d'Edimburg, el festival d'Aspen o el festival de música contemporània de Tanglewood.

## Sobre la Simfonia n. 1
Al llibre “Historical anthology of music by women”, de James R. Briscoe, ens explica algunes de les característiques de la Simfonia 1 d’Ellen Taaffe junt amb una contextualització més detallada. Briscoe exposa que la simfonia 1 va ser encarregada per l'Orquestra nacional de talents per les arts amb el suport de la fundació Guggenheim. Es va estrenar el 5 de maig del 1982 amb l’orquestra per a compositors Americans, dirigida per Gunther Schuller, al saló d’Alice Tully a Nova York. Segons narra l’autor, es veu que la compositora descriu aquesta simfonia com una obra on ella ha exposat dos dels seus interessos centrals; les obres a gran escala amb formes més “orgàniques” i la barreja de tècniques velles junt amb recursos moderns.
Entrant a parlar de recursos més formals sobre l’obra, el llibre es guarda un fragment on descriu algunes de les característiques més formals sobre la simfonia. L’apartat diu el següent: 
| «                                                                          | El primer moviment comença amb un aire contemplatiu, amb un motiu de tres terceres menors en “crescendo” i un “accelerando” marcat. Sempre que apareix el motiu de les terceres menors al primer moviment es fa un accelerando produint una lleugera evolució amb el tempo i el caràcter de la peça fins que s'arriba a la secció de l'Allegro. Després de l’allegro, el tempo torna a disminuir fins que acaba tan tranquil com va començar. El segon i el tercer moviment, contràriament al primer, tenen una forma més tradicional, concretament tenen una forma de rondó respectivament. El material està sempre en constant variació. La implicació de la melodia i l’harmonia dels primers quinze compassos del primer moviment s'exploren al llarg de l’obra. “ | » |
| — Historical anthology of music by women. James R. Briscoe, ed. p. 375-376 | |   |

L’Autor argumenta que l’objectiu de Zwilich era crear una paleta harmònica rica en varietat i en motius melòdics partint des d’una font senzilla.

## Obres
Obres de l'autora.

### Per aBanda
- Cerimònies per a la banda de concerts (1988)

### Conjunts de Cambra i Solos Instrumentals
- Simfonia de cambra (1979)
- Quartet "Clarino" per a quatre trompetes o quatre clarinets (1977)
- Concert per a trombó i orquestra (1988)
- Concert per a trompeta i cinc intèrprets (1984)
- Quartet doble per a cordes (1984)
- Episodis per a violí i piano (2003)
- Fantasia per a clavicèmbal (1983)
- "Intrada" (1983)
- Lament per a Violoncel i Piano (2000)
- Lament per a Piano (1999)
- Cançó de bressol per a Linus per a piano (1996)
- Versió de "Passages" de Cambra(1981)
- Preludi per a Orgue (1987)
- Quartet per a oboè i cordes (2004)
- Quintet per a clarinet i quartet de corda (1990)
- Romança per a violí i piano (1993)
- “Snoopy Does the Samba” per a Piano (1996)
- Sonata en tres moviments per a violí i piano (1973-74)
- Quartet de corda 1974 (1974)
- Quartet de corda núm.2 (1998)
- Trio de corda per a violí, viola i violoncel (1982)
- Trio per a piano, violí i violoncel (1987)

### Coral i vocal
- “Un senzill magnificat” per a SATB i orgue (1994)
- “Cicle de cançó Einsame Nacht” per a baríton i piano (1971)

- “Emlékezet” per a soprano i piano (1978)
- “Im Nebel” per a contralt i piano (1972)
- “Veus d’immigrants” per a Cor, Llautó, Timpans i Cordes
- “One Nation” - Reflexions sobre la "promesa de fidelitat" per a Cor i Orquestra Mixta (1991)
- “One Nation” - Reflexions sobre la "promesa de fidelitat" per a cor mixt i piano o orgue amb llautó opcional (1991)
- Cançó d'acció de gràcies per a SATB i piano (1986)
- “Trompeten” per a soprano i piano (1974)

### Orquestra
- Concert americà per a trompeta i orquestra (1994)
- Celebració per a Orquestra (1984)
- Concert de clarinet per a clarinet solista i gran conjunt de cambra o orquestra (2002)
- Concert per a trombó baix, cordes, timbals i plats (1989)
- Concert per a fagot i orquestra (1992)
- Concert per a flauta i orquestra (1989)
- Concert per a trompa i orquestra de corda (1993)
- Concert per a oboè i orquestra (1990)
- Concert per a piano i orquestra (1986)
- Concert per a trombó i orquestra (1988)
- Concert per a violí i orquestra (1997)
- Concert per a violí, violoncel i orquestra (1991)
- Concerto Grosso (1985)
- Fantasia per a orquestra (1993)
- Imatges de dos Pianos i Orchestra (1986)
- “Jubilation” (1996)
- “Millennium Fantasy” per a piano i orquestra (2000)
- Obertures per a Orquestra (2001)
- Partita per a violí solista i orquestra de corda (2000)
- “Passatges” Versió orquestral (1982)
- “Galeria Peanuts” per a piano i orquestra (1996)
- Pròleg i variacions per a orquestra de corda (1983)
- Rituals per a 5 percussionistes i orquestra (2003)
- Romanç per a violí i orquestra de cambra (1993)
- “Symbolon” per a Orquestra (1988)
- Simfonia núm. Tres moviments per a orquestra (1982)
- Simfonia núm.2 (simfonia de violoncel) (1985)
- Simfonia núm. 3 (1992)
- Simfonia núm. 4 "Els jardins" per a cor mixt, cor infantil i orquestra (1999)
- Simposi per a Orquestra (1973)
- Ballet de Tanzspiel en quatre escenes (1987)
- Triple concert per a piano, violí, violoncel i orquestra (1995)
- “Optimista!” per a Orquestra (1998)